# Elachistocleis helianneae
Elachistocleis helianneae é uma espécie de anfíbio da família Microhylidae. Pode ser encontrada na Bolívia e no Brasil, nos estados do Pará, Rondônia e Amazonas.